# Benjamin Heyne
Pour les articles homonymes, voir Heyne.
Benjamin Heyne (né en 1770 - mort en 1819) est un botaniste saxon.
Il a collecté beaucoup de spécimens qui ont fourni une des bases de travail de Albrecht Wilhelm Roth.